# Hafitcultuur

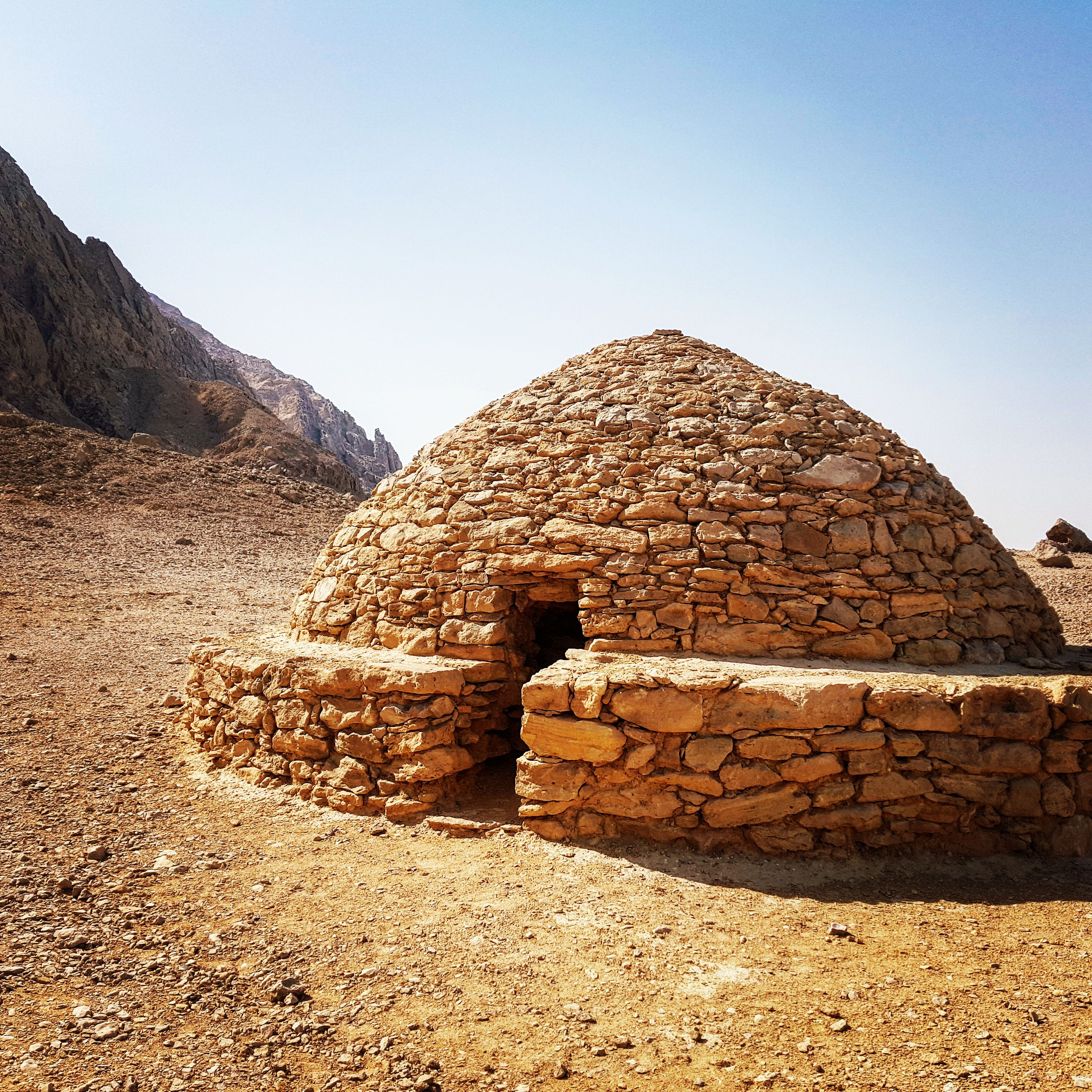
een van een klein cluster bijenkorfgraven uit de Hafit-periode in het Mezyad - Jebel Hafeet Desert Park nabij Al Ain in de oostelijke regio van Abu Dhabi, die zijn gerestaureerd om hun oorspronkelijke constructie te tonen

De Hafitcultuur was een archeologische cultuur uit de vroege bronstijd in de Verenigde Arabische Emiraten en Oman in de periode van 3200 tot 2600 v.Chr. De cultuur is vernoemd naar de karakteristieke bijenkorfgraven die voor het eerst werden gevonden op Jebel Hafit, een berg in het Hadjargebergte nabij Al Ain, grenzend aan de Rub al Khali-woestijn. In de VAE en Oman zijn meerdere graven en overblijfselen uit de Hafit-periode gevonden op sites als Bidaa bint Saud, Jebel Buhais en Buraimi. 

## Vondsten
De eerste vondst van graven uit het Hafit-tijdperk wordt toegeschreven aan de Deense archeoloog Peter Vilhelm Glob in 1959, en de eerste van vele opgravingen hiervan vond een paar jaar later plaats. 
Het Jebel Hafit-woestijnpark ligt ten zuiden van de stad Al Ain en herbergt de oorspronkelijke necropolis die naam gaf aan deze periode. Een reeks bergruggen die van Jebel Hafit naar Al Ain leiden, herbergt op elk daarvan groepen Hafit-graven. 
Tot de vondsten bij Jebel Hafit behoren de resten van ongeveer 317 ronde stenen graven en nederzettingen uit de Hafit-periode, maar ook waterputten en gedeeltelijk ondergrondse falaj-irrigatiesystemen, evenals lemen constructies die bedoeld waren voor verschillende verdedigings-, huishoudelijke en economische doeleinden. Vooral de Al Ain-oase leverde bewijs van de bouw en het waterbeheer die de vroege ontwikkeling van de landbouw, gedurende vijf millennia tot op de dag van vandaag, mogelijk hebben gemaakt. 
Vondsten van aardewerk op vindplaatsen uit de Hafit-periode tonen dat er handelsbetrekkingen waren met het Mesopotamië van de Jemdet Nasr-periode (3100 - 2900 v.Chr.). Bewijzen voor handelsbetrekkingen met Mesopotamië zijn ook gevonden in de daaropvolgende Umm an-Nar- en Wadi Suq-periodes in de geschiedenis van de VAE.
Vondsten hebben aangetoond dat lokaal vervaardigd aardewerk ontstond tijdens de overgangsperiode tussen de Hafit- en Umm Al Nar-periodes, ongeveer 2800 tot 2700 v.Chr. Tegenwoordig wordt gedacht dat de overgang tussen de twee periodes wordt gekenmerkt door een afname van de banden tussen Zuidoost-Arabië en Mesopotamië, een patroon dat zich nog nadrukkelijker zou herhalen in de overgangsperiode tussen de Umm Al Nar- en Wadi Suq-culturen.